# 鹿豹座Z
鹿豹座Z（Z Cam）是在北天星座鹿豹座的一顆激變型變星的恆星系統。它的視星等在9.8和14.5之間變化，是鹿豹座Z型變星：矮新星家族的原型恆星之一，它在寧靜時的亮度介於最大值和最小值之間。它可能是中國天文學家在西元前77年秋天記錄的同一顆明亮新星。
鹿豹座Z是亨利·樸·霍利斯在為攝影星圖目錄工作期間，在1904年用攝影技術發現的。它被一個被認為是在新星爆炸中射出的巨大外殼包圍，且是已知此類型中最大的。從這一外殼的大小和膨脹率設定了一個嚴謹的下限：上一次爆炸噴發至少發生在220年前。

## 圖集

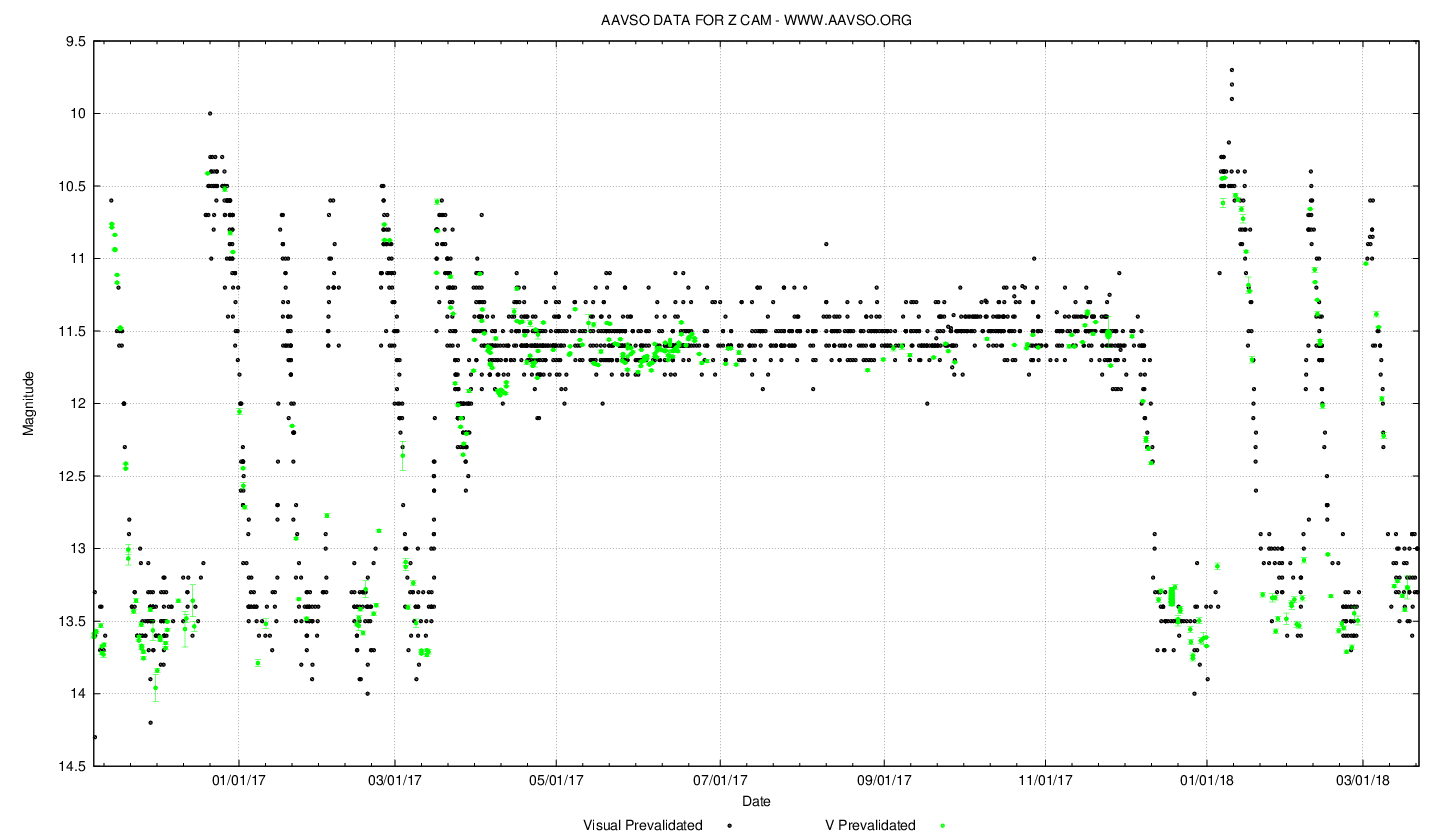
鹿豹座Z的光變曲線顯示出一種靜止狀態的特徵，中斷了正常的噴發。
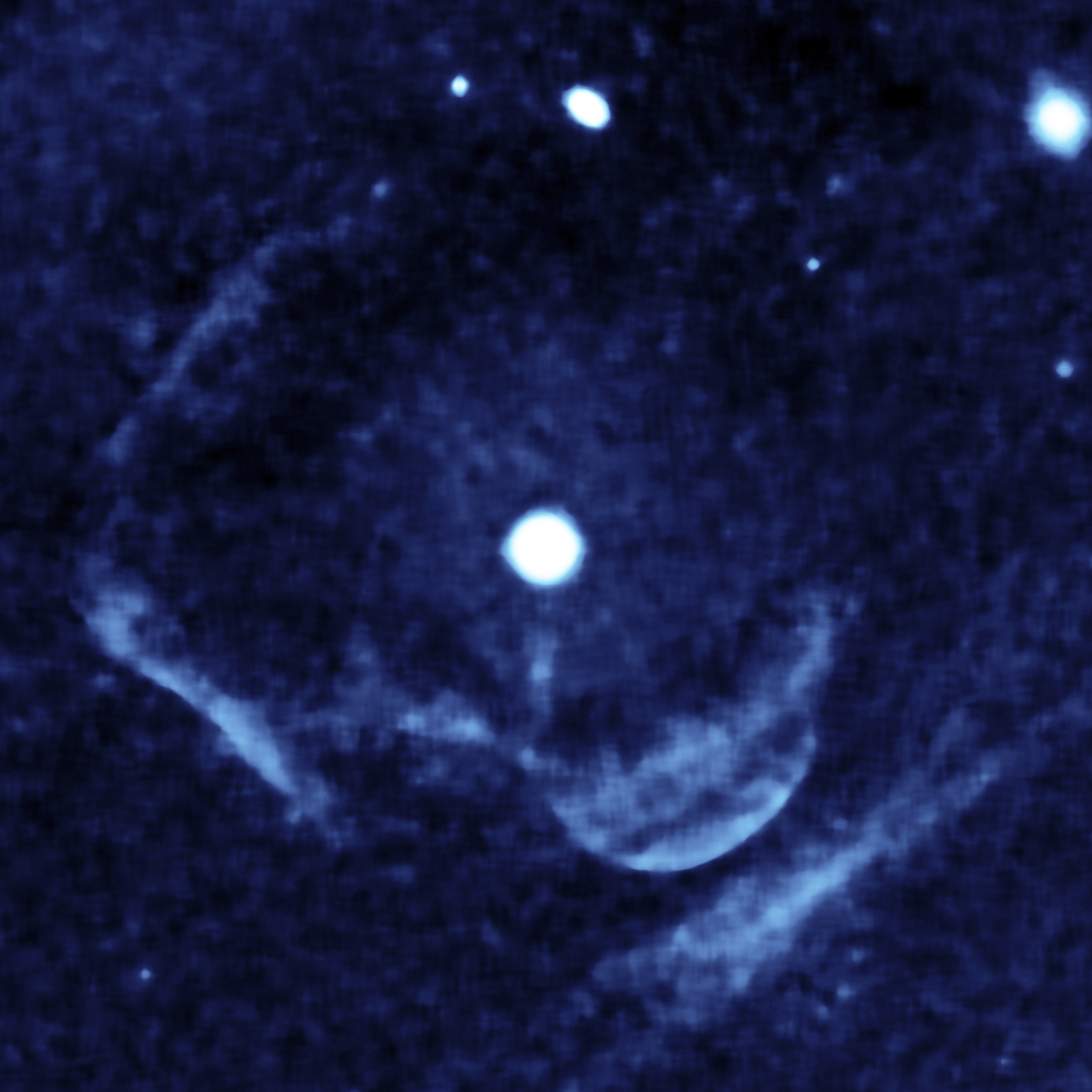
環繞著鹿豹座Z的氣體殼層。
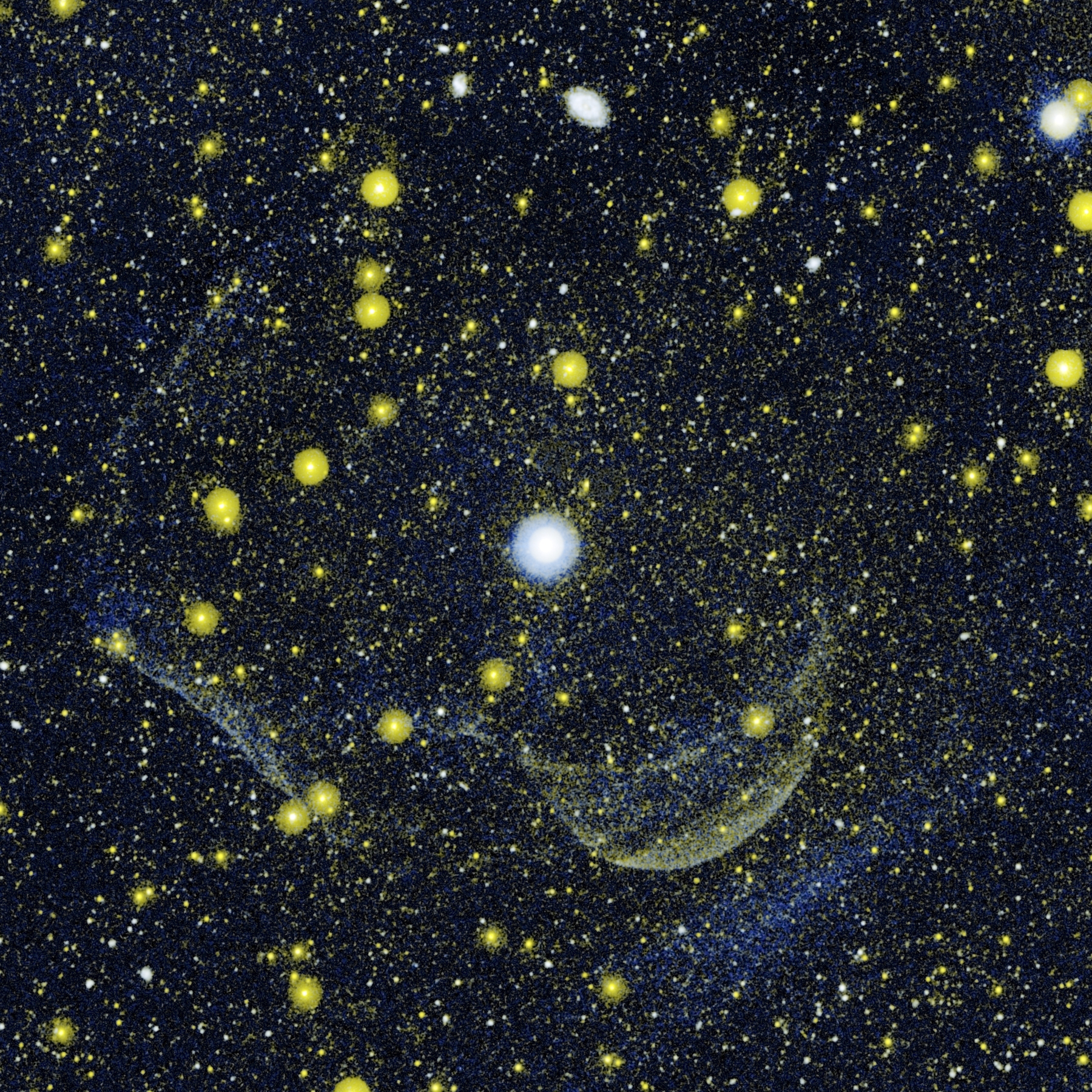
紫外線觀測下的鹿豹座Z 。

## 外部連結
- Price, Aaron. . Variable Star of the Month. AAVSO. April 1999  [2020-11-16]. （原始内容存档于2012-09-10）.